# X-DuckX – Extrem abgefahren
X-DuckX (im Original Canards extrêmes) ist eine französische Zeichentrickserie aus den Jahren 2000 und 2001, die von Jan Van Rijsselberge und der Firma alphanim produziert wurde. In Deutschland lief die Serie ab dem 1. Juli 2002 auf Super RTL. Jede Folge besteht aus drei kurzen Geschichten, deren Titel je mit Xtrem beginnen. Die Handlung der Episoden ist in der Regel irrelevant, da die Serie von ihrer absurden Situationskomik und von übertriebenen Dialogen und Bildern lebt. Am 19. Juli 2007 erschienen die ersten 39 Geschichten auf drei DVDs.

## Inhalt
Die Serie stellt das Leben der beiden Enten Geextah und Slax dar, die in einem VW-Bus wohnen und permanent versuchen, ihre große Vorliebe für zum Teil stark übertriebene Extremsportarten auszuüben. Dabei haben sie keinerlei Achtung vor ihren Mitmenschen, die ihnen meist durch diverse Aktivitäten zum Opfer fallen und sich aus diesem Grunde über die beiden aufregen. Ein weiteres Hobby der beiden ist das Verschlingen von großen Mengen an Cheeseburgern, die in dem Schnellrestaurant Burger World direkt auf dem Parkplatz, auf dem ihr Bus in beinahe jeder Episode geparkt ist, gekauft werden können. Ihr Intimfeind ist der Moderator der Extremsport-Fernsehsendung Extremities, J. T. Trash. Eine weitere regelmäßig erscheinende Figur ist Ariel, die von Geextah und Slax angehimmelt wird, aber nichts von ihnen wissen will.

## Synchronisation
| Rolle       | Deutscher Sprecher |
| ----------- | ------------------ |
| Slax        | Rainer Fritzsche   |
| Geextah     | Marius Clarén      |
| J. T. Trash | Oliver Feld        |
| Ariel       | Sabine Manke       |

Als Nebensprecher in jeweils mehreren Episodenrollen waren unter anderem Kerstin Sanders-Dornseif, Kim Hasper, Wilfried Herbst, Hannes Maurer, Michael Pan, Gerald Schaale, Sonja Scherff, Frank Schröder und Santiago Ziesmer zu hören.